# Port lotniczy Clermont-Ferrand
Port lotniczy Clermont-Ferrand – port lotniczy położony 6,7 km na wschód od Clermont-Ferrand, we Francji. W 2005 obsłużył ponad 592 tys. pasażerów.

## Linie lotnicze i połączenia
| Linia lotnicza | Kierunek                                                          |
| -------------- | ----------------------------------------------------------------- |
| Air Corsica    | Sezonowo: 1. Ajaccio                                              |
| Air France     | 1. Paryż-Charles de Gaulle Sezonowo: 1. Bastia 2. Figari 3. Nicea |
| Ryanair        | 1. Porto Sezonowo: 1. Fez                                         |